# Lesueurigobius koumansi
Lesueurigobius koumansi és una espècie de peix de la família dels gòbids i de l'ordre dels perciformes.

## Morfologia
- Els mascles poden assolir 11 cm de longitud total.[4][5]

## Hàbitat
És un peix marí, de clima tropical i demersal que viu fins als 50-135 m de fondària.

## Distribució geogràfica
Es troba a l'Atlàntic oriental: des del Gabon fins a Luanda (Angola).

## Observacions
És inofensiu per als humans.